# Izvorovo (Stara Zagora)
Izvorovo (Bulgaars: Изворово) is een dorp in Bulgarije. Het dorp is gelegen in de gemeente Tsjirpan, oblast Stara Zagora. Het dorp ligt 29 km ten zuidwesten van Stara Zagora en 169 kilometer ten zuidoosten van Sofia. 

## Bevolking
Op 31 december 2020 telde het dorp Izvorovo 111 inwoners. Het aantal inwoners vertoonde echter tientallen jaren een dalende trend: in 1934 woonden er nog 1.027 mensen in het dorp.
| Bevolkingsontwikkeling tussen 1934 en 2020          |
| --------------------------------------------------- |
|                                                     |
| Bron: Nationaal Statistisch Instituut van Bulgarije |

In het dorp wonen nagenoeg uitsluitend etnische Bulgaren. In de optionele volkstelling van 2011 identificeerden 116 van de 126 respondenten zichzelf als etnische Bulgaren, oftewel 92,1% van de bevolking. De overige 10 ondervraagden hebben een andere etniciteit aangegeven  (7,9%) - voornamelijk recent gevestigde Britse migranten. 
| Etnische samenstelling van de respondenten (2011) | Etnische samenstelling van de respondenten (2011) | Etnische samenstelling van de respondenten (2011) | Etnische samenstelling van de respondenten (2011) | Etnische samenstelling van de respondenten (2011) |
| ------------------------------------------------- | ------------------------------------------------- | ------------------------------------------------- | ------------------------------------------------- | ------------------------------------------------- |
|                                                   |                                                   |                                                   |                                                   |                                                   |
| Bulgaren                                          | Bulgaren                                          |                                                   | 92,1%                                             | 92,1%                                             |
| Turken                                            | Turken                                            |                                                   | 0,0%                                              | 0,0%                                              |
| Roma                                              | Roma                                              |                                                   | 0,0%                                              | 0,0%                                              |
| Anders/Onbekend                                   | Anders/Onbekend                                   |                                                   | 7,9%                                              | 7,9%                                              |